# Championnat des Émirats arabes unis de football 2021-2022
Navigation
Saison précédente Saison suivante
La saison 2021-2022 du Championnat des Émirats arabes unis de football est la quarante-huitième édition du championnat national de première division aux Émirats arabes unis. Les quatorze meilleures équipes du pays sont regroupées au sein d'une poule unique où elles s'affrontent deux fois au cours de la saison, à domicile et à l'extérieur.
Al Ain FC termine à la première place et remporte son quatorzième titre de champion.

## Qualifications continentales
Le premier du championnat ainsi que le vainqueur de la Coupe des Émirats arabes unis obtiennent leur qualification pour la phase de groupes de la Ligue des champions de l'AFC 2023-2024. Le deuxième du championnat (ou le 3e si le vainqueur de la Coupe termine parmi les deux premiers) doivent passer par le tour préliminaire.

## Clubs participants
- Al-Wahda Club
- Al Ain FC
- Ajman Club
- Sharjah FC
- Al-Dhafra
- Al-Jazira Club
- Al Nasr Dubaï
- Shabab Al-Ahli Club
- Al Wasl Dubaï
- Baniyas SC
- Khor Fakkan Club
- Al-Ittihad Kalba SC
- Emirates Club - promu de D2
- Al-Urooba - promu de D2

## Compétition

### Classement
Le classement est établi sur le barème de points classique (victoire à 3 points, match nul à 1, défaite à 0).
| Rang | Équipe               | Pts | J  | G  | N  | P  | Bp | Bc | Diff |
| ---- | -------------------- | --- | -- | -- | -- | -- | -- | -- | ---- |
| 1    | Al Ain Club          | 65  | 26 | 20 | 5  | 1  | 57 | 17 | +40  |
| 2    | Sharjah SCC          | 55  | 26 | 17 | 4  | 5  | 46 | 25 | +21  |
| 3    | Al-Wahda Club        | 53  | 26 | 15 | 8  | 3  | 51 | 25 | +26  |
| 4    | Al-Jazira ClubT      | 45  | 26 | 14 | 3  | 9  | 42 | 34 | +8   |
| 5    | Shabab Al-Ahli Dubaï | 42  | 26 | 12 | 6  | 8  | 33 | 30 | +3   |
| 6    | Al Wasl Dubaï        | 36  | 26 | 9  | 9  | 8  | 36 | 30 | +6   |
| 7    | Ajman Club           | 35  | 26 | 10 | 5  | 11 | 35 | 40 | -5   |
| 8    | Al Nasr Dubaï        | 33  | 26 | 9  | 6  | 11 | 42 | 38 | +4   |
| 9    | Baniyas SC           | 31  | 26 | 8  | 7  | 11 | 33 | 39 | -6   |
| 10   | Khor Fakkan Club     | 28  | 26 | 8  | 4  | 14 | 38 | 49 | -11  |
| 11   | Al-Ittihad Kalba SC  | 28  | 26 | 6  | 10 | 10 | 32 | 38 | -6   |
| 12   | Al-Dhafra            | 24  | 26 | 6  | 6  | 14 | 28 | 36 | -8   |
| 13   | Al-UroobaP           | 18  | 26 | 2  | 4  | 20 | 25 | 57 | -32  |
| 14   | Emirates ClubP       | 10  | 26 | 2  | 4  | 20 | 21 | 61 | -40  |

| Légende : Qualifications et relégations | Légende : Qualifications et relégations                                                         |
| --------------------------------------- | ----------------------------------------------------------------------------------------------- |
|                                         | Qualification pour la Ligue des champions de l'AFC 2023-2024                                    |
|                                         | Qualification pour le tour préliminaire de la Ligue des champions de l'AFC 2023-2024            |
|                                         | Relégation en First Division League                                                             |
|                                         | T : Tenant du titre 2020-2021 P : Promu de D2 C : Vainqueur de la Coupe des Émirats arabes unis |

### Résultats
| Domicile \ Extérieur | AJM | AIN | DHA | JAZ | NAS | URO | WAH | WAS | YAS | EMI | KAL | KHF | SAD | SHR |
| -------------------- | --- | --- | --- | --- | --- | --- | --- | --- | --- | --- | --- | --- | --- | --- |
| Ajman                |     |     | 1–3 | 2–1 | 3–0 | 1–1 |     | 0–0 | 0–2 | 0–1 | 4–3 |     | 1–1 | 1–0 |
| Al Ain               | 2–1 |     | 1–0 |     | 3–1 | 1–1 | 1–1 |     | 2–0 | 2–0 | 4–1 | 4–1 | a   |     |
| Al Dhafra            |     |     |     | 0–3 | 1–1 |     | 1–3 | 2–2 | 1–2 | 0–0 | 1–1 | 4–1 |     | 0–1 |
| Al Jazira            |     | 1–5 | 2–0 |     | 2–1 | 1–0 | a   | 3–2 | 2–0 | 3–2 | 3–2 | 4–0 |     | 1–0 |
| Al Nasr              | 0–1 |     |     | 2–0 |     | 5–0 | 1–2 | a   | 2–2 | 4–0 | 0–3 | 3–0 | 1–1 |     |
| Al Urooba            | 0–3 | 3–3 | 1–1 | 0–1 | 1–1 |     | 0–4 |     |     | 4–2 |     | 1–4 | 1–1 | 2–2 |
| Al Wahda             | 3–0 | 0–1 |     | 1–1 |     | 4–2 |     | 2–1 | 1–1 | 4–1 |     | 1–0 | 0–0 |     |
| Al Wasl              |     | 0–2 |     |     | 1–2 | 5–0 | 1–1 |     | 0–0 |     | 1–1 | 1–1 | 1–0 | 0–0 |
| Baniyas              | 0–2 | 0–1 | 2–0 |     | 2–1 | 2–0 | 0–1 | 0–1 |     | 3–1 |     | 2–2 | 4–1 |     |
| Emirates             |     | 0–3 | 0–3 | 0–3 | 0–4 |     |     | 0–1 |     |     | 1–1 | 2–1 | 0–1 | 2–2 |
| Kalba                | 1–1 | 0–2 | 2–2 | 0–0 |     | 2–1 | 2–1 | 1–1 | 1–3 |     |     |     | 0–0 | 0–1 |
| Khor Fakkan          | 2–0 | 1–3 | 3–0 |     | 4–0 |     | 0–0 | 0–1 |     | 2–1 | 0–1 |     |     | 1–3 |
| Shabab Al Ahli       | 1–0 | 1–1 | 1–0 | 2–1 |     | 3–1 | 1–3 | 0–2 |     | 2–1 |     | 3–1 |     | 4–3 |
| Sharjah              | 2–1 | 2–0 | 1–0 | 2–1 | 0–3 |     | 0–3 | 3–2 | 3–0 |     | 1–0 |     | 1–0 |     |

1. ↑  The Emirates FA announced that Al Dhafra has won the match 3–0 against the Emirates due to an administrative error from Emirates Club. The match originally finished as a 1–1 draw[2].

## Bilan de la saison
| Championnat des Émirats arabes unis de football 2021-2022 |                         |
| Champion                                                  | Al Ain Club (14e titre) |
| Coupes et trophées                                        |                         |
| Vainqueur de la Coupe des Émirats arabes unis 2021-2022   | Sharjah Football Club   |
| Qualifications continentales                              |                         |
| Ligue des champions de l'AFC 2023-2024                    | Al Ain Club             |
| Ligue des champions de l'AFC 2023-2024                    | Sharjah SC              |
| Promotions et relégations                                 |                         |
| Promus en Arabian Gulf League                             | Dibba Al Fujairah Club  |
| Promus en Arabian Gulf League                             | Al Bataeh Club          |
| Relégués en First Division League                         | Al-Urooba               |
| Relégués en First Division League                         | Emirates Club           |